# Ria Rettich
Ria Rettich (Amsterdam, 24 juli 1939 – Amsterdam, 11 augustus 2006) was een Nederlands kunstschilder. Zij werkte in een eigen expressionistisch figuratieve stijl. Haar werk bevindt zich in verschillende museale collecties, zoals het Stedelijk Museum in Amsterdam en het Museum voor Moderne Kunst Arnhem.

## Opleiding
Ria Rettich werd geboren in Amsterdam; vanaf 1956 bezocht zij de Rijksnormaalschool voor Teekenonderwijzers te Amsterdam, en van 1957 tot 1961 de Rijksakademie van beeldende kunsten. Zij volgde daar lessen van onder andere prof. Gé Röling. Hier leerde zij de kunstschilder Steven Kwint en de beeldhouwster Maja van Hall kennen. Ook kreeg zij schilderlessen van Rudi Bierman; in 1959 volgde zij op diens voorspraak een zomeracademie te Salzburg bij de al oude kunstenaar Oskar Kokoschka; dit zou haar latere kunst sterk beïnvloeden. In 1964 bezocht ze de eigentijdse tentoonstelling 'Pop Art en Nieuw Realisme' in het Haagse Gemeentemuseum die haar veel inspiratie bood bij het ontwikkelen van haar eigen neo-figuratieve schilderkunst.

## Stijl
Grote invloed op haar ontwikkeling als kunstenaar had de ontmoeting met de Oostenrijkse expressionistische kunstschilder Oskar Kokoschka (1886-1980), tijdens een schildercursus in Salzburg (zomeracademie, Schule des Sehens). Andere invloeden gingen uit van Cobra, Pop-art en het Nieuwe Realisme. Haar werk vertoonde verwantschap met het werk van schilders van de Nieuwe figuratie, zoals Reinier Lucassen en de Belg Roger Raveel. 
Zelf merkt ze rond 1987 over haar eigen werk op:
"Mijn werk heeft zijn wortels in de traditie van het Europese expressionisme. Van Oskar Kokoschka leerde ik dat het erom gaat de dingen en de mensen altijd te zien alsof je ze voor het eerst ziet. De emotie die dit zien oproept vertaal ik in de eerste plaats in kleur. Vlakken, banen, kleurverhoudingen. Daarin, daarop, daardoor en daarover verschijnen de contouren; veelal contouren van mensen...   ...Gesteld voor de vraag om een omschrijving te geven van mijn huidige werk, kan ik niets anders bedenken dan de definitie 'agressieve lyriek'."
Voor Ria Rettich was schilderen vooral een spel met kleuren, vormen en emoties. Haar schilderijen hebben een verhalende inslag. Als thema's gebruikte zij gebeurtenissen uit het dagelijks leven en ook figuren en onderwerpen uit de Griekse mythologie en de Bijbel, zoals in het tienluik van de Tien Geboden dat zij vervaardigde en tentoonstelde in 1986/87. Als voorbereiding hiertoe reisde zij naar Israël. 
Dit tienluik behandelt volgens haar eigen zeggen het "terugkerende thema van de verhouding van de mens tot de ander, vertaald in afstand of nabijheid, op het doek, tussen de figuren. De emoties die er tussen mensen kunnen bestaan (liefde, haat, onverschilligheid) druk ik uit in houding, afstand, gebaar, gelaatsuitdrukking, kleur. Ik vind mijn werk in wezen dramatisch van aard."
In 1988 begon zij een herziene versie van dit project omdat zij, net als in de filmserie De Tien Geboden van de Poolse cineast Krzysztof Kieślowski, de tien geboden vond tekortschieten als basis voor een menselijke ethiek. Zeven schilderijen en de uitgave van een tweede boekje met prenten en tekst zouden worden gerealiseerd.         
Rettich beschilderde in 1969 een Volkswagenbusje dat gebruikt werd in de film Drop-out van Wim Verstappen. In 1970 realiseerde zij met Jan Sierhuis, Steven Kwint en Wilfred Voet een viertal wandschilderingen rondom de Nieuwe Kerk te Amsterdam, ter gelegenheid van de herdenking van de Bevrijding van 1945. 
Van 1983 - 1985 was zij als docent schilderkunst verbonden aan de Academie voor Kunst en Industrie te Enschede. In 1986 gaf zij naar aanleiding van de honderdste geboortedag van Kokoschka een interview aan Willemijn Otte, gepubliceerd in 'Jonas' nr. 16, 4 april 1986.

## Tentoonstellingen en prijzen
Haar werk was onder andere te zien:
- 1964 Galerie 845, eerste solotentoonstelling te Amsterdam
- 1969 Galerie Siau te Amsterdam
- 1976 Museum Fodor, Amsterdam (overzichtstentoonstelling)[1]
- 1987 Museum voor Moderne Kunst, Arnhem (overzichtstentoonstelling)
- 2005 Pulchri Studio, Den Haag, (Jeanne Oosting Prijs voor de schilderkunst)

## Publicaties
- 'Ria Rettich', Ars Longa, 1991
- 'De Tien Geboden', schilderijen van Ria Rettich, met teksten van Jan Wolkers, Theun de Winter, J.A. Deelder, Wim Verstappen e.a., door Poortpers Amsterdam in 1987 in 1000 exemplaren gezet en in lithografie gedrukt, t.g.v. haar expositie in het Gemeentemuseum te Arnhem
- 'De schilderijen van Ria Rettich', Ank Leeuw Marcar, Gemeentemuseum Arnhem (31 januari tot 15 maart), 1987
- 'Ria Rettich', Ars Longa, 1991
- 'Ria Rettich', Fenny Kelk, Kunst en Cultuur, Brussel
- 'Ria Rettich', Sipke Huismans, Museum Fodor, Amsterdam 1976
- 'Ria Rettich', Hans Redeker in NRC Handelsblad 26 oktober 1974